# Carlos Castilho
Carlos José Castilho (ur. 27 listopada 1927 w Rio de Janeiro, zm. 2 lutego 1987 tamże) – legendarny piłkarz brazylijski grający na pozycji bramkarza. Był w kadrze Brazylii na cztery turnieje mistrzostw świata: MŚ 1950 (wicemistrzostwo świata), MŚ 1954 (grał jako bramkarz podstawowej jedenastki), MŚ 1958 (mistrzostwo świata), MŚ 1962 (mistrzostwo świata).
Castilho przeszedł do historii jako bramkarz broniący w nieprawdopodobnych sytuacjach. Mówiono o nim, że ma niebywałe szczęście - gdy piłka leci do bramki, a stoi na niej Castilho, to uderzy ona w słupek. W związku z tym kibice nazywali o „Leiteria” (Szczęściarz), a kibice klubu, w którym grał, Fluminense FC - „Saint Castilho” (Święty Castilho).
Castilho był daltonistą i np. widział żółte piłki zamiast czerwonych, w związku z czym miał problemy z grą w godzinach wieczornych. Jest także przykładem stoicyzmu. Kiedyś doznał kontuzji palca po raz piąty, a lekarz zalecił mu dwumiesięczne leczenie, wtedy Castilho zdecydował się na częściową amputację kontuzjowanej części ciała. 2 tygodnie później wrócił do bramki Fluminense.
Piłkarską karierę Castilho rozpoczynał w Olaria AC Rio de Janeiro, ale w 1947 roku przeszedł do Fluminense i bronił tam do końca swojej kariery, czyli do roku 1965. W barwach „Flu” rozegrał 696 meczów (rekord klubu), w których puścił 777 goli. W 255 meczach nie puścił gola. Największe sukcesy w piłce klubowej to trzykrotne wygranie mistrzostw stanu Carioca w latach: 1951, 1959, 1964.
Po zakończeniu kariery piłkarskiej został trenerem i szkolił wiele drużyn z ligi brazylijskiej.
2 lutego 1987 Castilho popełnił samobójstwo.